# St. Sebastian (Ottobeuren)

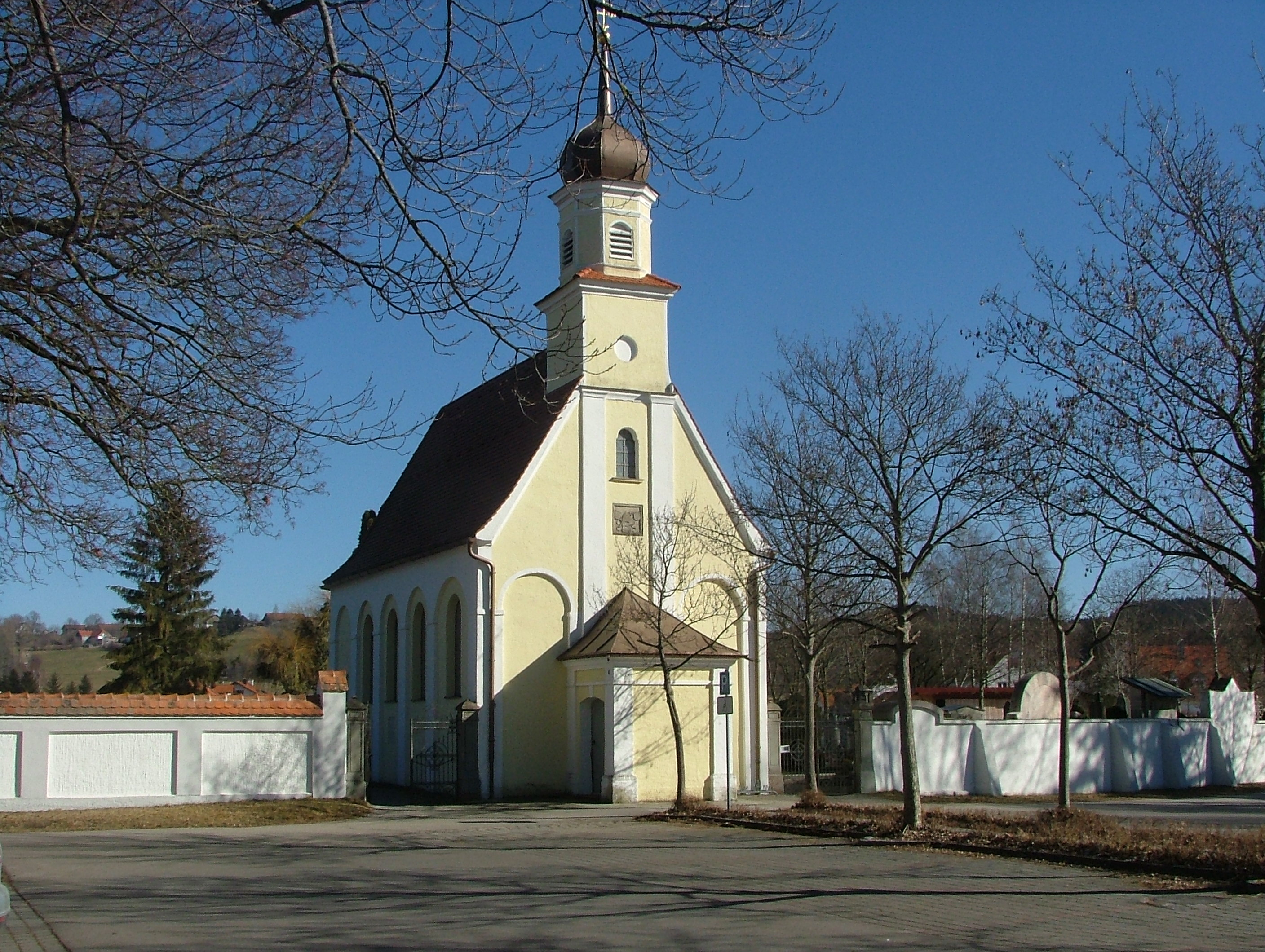
Friedhofskapelle St. Sebastian in Ottobeuren

Die römisch-katholische Friedhofskapelle St. Sebastian befindet sich in Ottobeuren im Landkreis Unterallgäu in Bayern. Die Kapelle steht unter Denkmalschutz.

## Geschichte
Die Friedhofskapelle wurde 1583 unter dem Abt des Klosters Ottobeuren Kaspar Kindelmann errichtet. In der Mitte des 18. Jahrhunderts fand eine Erneuerung der Kirche unter Abt Anselm Erb statt.

## Baubeschreibung
Das verputzte Bauwerk befindet sich direkt an der Straße von Ottobeuren nach Eldern. Das Langhaus der Kapelle ist mit einer Flachdecke über Hohlkehle versehen, der Altarraum mit einem Stichkappengewölbe. Dieser verfügt über einen Fünf-Achtel-Schluss. Das Innere des Gebäudes ist durch Lisenen und Blendbögen gegliedert, ebenso die Außenfassade, die rundbogige Fenster enthält. An der Fassade ist auch ein Wappenstein des Abtes Kaspar Kindelmann von 1583 angebracht. Der Giebel wird mit einem kleinen zweigeschossigen Turm abgeschlossen. Der Turm ist im Unterteil vierseitig, im Oberteil oktogonal und trägt eine Zwiebelkuppel. Die an der Ostseite angebaute Vorhalle ist mit einem Kreuzgratgewölbe bedeckt und besitzt zwei stichbogige Eingänge.
An der Fassade sind mehrere Epitaphe angebracht. Ein Epitaph ist für Maria Josepha von Weckbecker († 1796) angebracht und aus Solnhofener Plattenkalk gefertigt. Drei weitere Epitaphe stammen aus dem 19. Jahrhundert.

## Ausstattung
Der Altar besteht aus einem marmorierten Holzaufbau und stammt aus der Zeit um 1700. Die Mensa des Altars stammt aus der Mitte des 18. Jahrhunderts. Der Altaraufbau enthält zwei gedrehte Freisäulen und Akanthusdekor. Das Altarblatt ist ein Gemälde des hl. Sebastian. Das Deckengemälde wurde 1746 von Balthasar Riepp geschaffen. Die Langhausdecke zeigt das Weltgericht, die Decke des Altarraumes das Tetragramm und Putten. Über dem Chorbogen befinden sich das Auge Gottes sowie das Wappen des Abtes Anselm Erb.
In der Kirche befinden sich noch eine Reihe gefasster Holzfiguren. Dies sind der hl. Antonius von Padua und der hl. Franziskus, beide um die Mitte des 18. Jahrhunderts geschaffen. Aus dem 18. Jahrhundert stammt ein Christus an der Geißelsäule im Nischenanbau. Des Weiteren befindet sich noch ein Vesperbild aus der ersten Hälfte des 18. Jahrhunderts in der Kapelle. Das Gestühl der Kapelle stammt aus dem 18. Jahrhundert.